# Heerde
Heerde là một đô thị và thị xã ở phía đông Hà Lan.
Đô thị này có 5 câu lạc bộ bóng đá nghiệp dư: vv Heerde Lưu trữ ngày 1 tháng 1 năm 2007 tại Wayback Machine, SEH, WZC Wapenveld, vv Wapenveld và Vevo.

## Các trung tâm dân cư
- Heerde
- Hoorn
- Veessen
- Vorchten
- Wapenveld